# Sud-Ouest (Burkina Faso)
Sud-Ouest er en af Burkina Fasos 13 regioner. Den blev oprettet den 2. juli 2001, og havde i 2006 623.056 indbyggere. Regionhovedstaden er Gaoua. Regionen består af fire provinser: Bougouriba, Ioba, Noumbiel og Poni.